# Pince-sans-rire
Pour les articles homonymes, voir Pince-sans-rire (homonymie).
Pour un article plus général, voir Humour.

Émoji à face neutre.

L'humour pince-sans-rire est une forme particulière d'humour, caractérisée notamment par l'air et le ton sérieux de la personne qui en fait preuve. Ce genre d'humour, où ce que l'on dit explicitement ne correspond pas à ce que l'on veut effectivement dire, voire le contredit, tient de l'ironie.
Parce que l'humour pince-sans-rire consiste justement à masquer le fait qu'on est en train de faire de l'humour, il peut être parfois difficile de déterminer si une personne fait ou non de l'ironie ou bien si elle est sérieuse. Cela peut donc entraîner des quiproquos. Une solution pour identifier l'humour de ce type est alors d'essayer d'observer si les propos semblent être décalés par rapport au contexte ou bien s'il y a des traces d'exagérations.
L'humour noir et le rire jaune peuvent être des formes d'humour pince-sans-rire.

## Définition
Cette forme d'humour se caractérise par un air très sérieux pris par l'auteur d'une blague. Souvent les blagues ou traits d'humour sont moqueurs à l'égard d'une personne, ironiques ou foncièrement exagérés. L'humour pince-sans-rire est profondément un humour du second degré, puisqu'il repose sur une compréhension mutuelle (entre l'auteur du trait d'humour et la personne qui l'écoute), sur le fait que le trait d'humour n'est pas une vérité. L'humour réside alors dans le décalage qui existe entre une assertion très ironique, ou très noire, qui, si elle était véritablement sérieuse, défierait toutes les règles de bienséance, et l'aspect apparemment tout à fait sérieux de la personne qui la prononce. On peut également dire qu'une personne pince-sans-rire fait de l'humour aigre-doux.
L'humour pince-sans-rire, comme d'autres formes d'humour, peut avoir simplement pour objectif de provoquer de francs éclats de rire dans l'assistance. Mais il peut aussi être employé de façon plus sournoise, voire hypocrite, dans le but de ridiculiser l'interlocuteur qui ne comprend pas l'ironie aux yeux de ceux qui la comprennent. Le principe rhétorique « à question idiote, réponse idiote » mène à systématiquement apporter des réponses pince-sans-rire aux questions qui dénotent une certaine naïveté. Dans ce cas, l'interlocuteur qui manifeste qu'il a compris l'ironie, en riant ou en entrant dans le jeu de l'auteur, se lave du soupçon de naïveté — mais il le confirme, et ce, à son insu, s'il garde lui aussi son sérieux.

## Origine de l'expression
En 1656, Fleury de Bellingen écrit que l'expression « pince-sans-rire » trouve son origine dans un jeu de société ancien appelé Je vous pince sans rire.

## Exemples
Les Beatles lors d'une interview :

« — Que redoutez-vous le plus ? Les pellicules ou la bombe atomique ?

— La bombe atomique, vu qu'on a déjà des pellicules.[réf. souhaitée] »

Cette réponse peut être considérée comme une réponse pince-sans-rire, à plusieurs niveaux. Notamment parce qu'elle sous-entend que s'ils n'avaient pas déjà eu des pellicules, ils les auraient redoutées davantage. Cependant, il y a une forme d'autodérision qui est rarement trouvée dans l'humour pince-sans-rire.
Un exemple dans le film Le Cinquième Élément :

« — Est-ce que vous êtes classé dans la catégorie "humain" ?

— Euh... Négatif. Je suis une mite en pull-over. »

La réponse absurde à une question pourtant évidente (le personnage, Korben Dallas, est de manière nette un humain), et avec une certaine détente montre un irrespect devenu courant envers la police dans une société qui semble crouler sous les problèmes.

## Artistes ou œuvres utilisant un humour pince-sans-rire
Par ordre alphabétique
- Alexandre Astier
- Rowan Atkinson, notamment avec Mr Bean
- John Cleese et, à plus forte raison, avec ses camarades des Monty Python[3]
- Sacha Baron Cohen, notamment avec Borat[4]
- Jérôme Commandeur
- Benedict Cumberbatch
- Pierre Dac
- Zooey Deschanel
- Pierre Desproges
- Raymond Devos
- Ricky Gervais[5]
- Jeff Goldblum
- Buster Keaton[6]
- Takeshi Kitano
- Jean-Luc Lemoine
- Norm McDonald
- Bill Murray
- Leslie Nielsen, qualifié à son décès de « roi » ou de « maître » de l'humour pince-sans-rire
- Claude Piéplu, notamment avec Les Shadoks[7]
- Jean Poiret et Michel Serrault
- Gaspard Proust
- Max Raabe
- Seth Rogen
- François Rollin
- Peter Sellers
- Sarah Silverman
- Ben Stein
- Jacques Tati
- Steven Wright
- Jean Yanne

Le film Y a-t-il un pilote dans l'avion ? (1980) a été réalisé presque entièrement dans un style pince-sans-rire (appelé deadpan en anglais).